# Distrito Bolívar
El Distrito Bolívar era la entidad territorial del estado Zulia, en Venezuela, que precedió a los actuales municipios Santa Rita, Cabimas, Simón Bolívar, Lagunillas y Valmore Rodríguez. Recibió el nombre del Libertador Simón Bolívar.

## Ubicación
Limitaba al norte con el distrito Miranda (actual municipio Miranda) en el río Aurare, al sur con el Distrito Baralt (actual municipio Baralt) en el río Machango, al este con los estados Falcón y Lara en las serranías de Ziruma y El Empalado y al oeste con el lago de Maracaibo.

## Historia
El distrito Bolívar fue creado como una nueva división político territorial del estado Zulia en el año 1884 cuando el Distrito Miranda, fue dividido en los Distritos Miranda y Bolívar. Su capital fue establecida en la población de Santa Rita.
El distrito Bolívar era una zona costera con pocos habitantes y aislada del resto del país, su única vía de comunicación era el lago de Maracaibo.
En 1913 comenzó la exploración petrolera en la zona, siendo descubierto petróleo en 1916 con el pozo R2 (Santa Bárbara 2) en la población de Cabimas.
1918 Se construye la carretera Falcón - Zulia.
En 1922 su potencial petrolero fue confirmado con el reventón del pozo Barroso II (R4) en Cabimas.
En la década de los 1920’s se descubrieron los campos Tía Juana y Lagunillas.
En 1936 comienza la construcción de la carretera Lara – Zulia.
En 1937 se produce el incendio de Lagunillas de Agua, lo que motivó la construcción de Ciudad Ojeda.
1941 Inauguración de Ciudad Ojeda.
Por la Ley de Minas e Hidrocarburos de 1943, las compañías tendrían que construir refinerías en el país, por lo que comienza la construcción de las refinerías de Cardón y Amuay, para construir un oleoducto entre Ulé y dichas refinerías se construyó la carretera Williams.
En 1962 con la inauguración del puente sobre el lago de Maracaibo se inicia la construcción de la avenida intercomunal y la avenida Pedro Lucas Urribarrí.
1968 Inauguración de la Avenida Pedro Lucas Urribarri. La intercomunal llega hasta la carretera H.
1980 Inauguración de la Avenida intercomunal la cual se conecta con la carretera San Pedro – Lagunillas.
En 1978 el territorio del distrito fue modificado con la creación del Distrito Lagunillas (actual Municipio Lagunillas).
En 1982 el conjunto gaitero Barrio Obrero de Cabimas fue declarado patrimonio cultural del Distrito Bolívar.
Con la reforma del estado de 1989 que contemplaba la creación de los municipios y la figura del alcalde, el distrito Bolívar fue disuelto y su territorio pasó a formar los Municipios Santa Rita y Cabimas.
En 1995 el municipio Cabimas se dividió entre los municipios Cabimas y Simón Bolívar.

## Geografía
|                           |
| Distrito entre 1927-1978. |

|                           |
| Distrito entre 1978-1989. |

El distrito Bolívar estaba conformado entre 1884 y 1978 por los actuales municipios Santa Rita, Cabimas, Simón Bolívar, Lagunillas y Valmore Rodríguez, y entre 1978 y 1989 por los municipios actuales Santa Rita, Cabimas y Simón Bolívar.
Estaba constituido por una zona de llanuras bajas y lagunas naturales que bajan de las serranías de Ziruma y el Empalado. Las lagunas eran El Mene, Guavina, La Salina, Ulé, Lagunillas y en el Hato Tía Juana.
La llanuras tienen bosques tropicales secos que fueron profundamente intervenidos durante la existencia del distrito para convertirlos en campos de cultivo y tierras de pastoreo.
Los terrenos son de edad reciente con algunos afloramientos del Eoceno hacia el este, la exploración petrolera en los años 20’s y 30’s descubrió el Campo Costanero Bolívar, uno de los campos más grandes de Venezuela, llamado así por el distrito y que está compuesto por los campos actuales: La Rosa, Punta Benítez, Tía Juana Tierra, Lagunillas Tierra, Bachaquero Tierra, y los de Lago: Ambrosio, La Salina, Franja del Kilómetro, Tía Juana Lago, Lagunillas Lago y Bachaquero Lago. 
El potencial de dicho campo fue descubierto en 1922 con el reventón del pozo Barroso 2 (R4) en Cabimas.
La literatura geológica de la época está referida como Distrito Bolívar o Campo Costanero Bolívar.
El campo era explotado por la Venezuelan Oil Concessions (VOC) y la Gulf, que luego se convirtieron en Royal Dutch Shell y Creole Petroleum Corporation y luego de la nacionalización, en Maraven y Lagoven.

## Parroquias
|                       |
| Parroquias 1884-1927. |

|                       |
| Parroquias 1927-1965. |

|                       |
| Parroquias 1965-1978. |

|                       |
| Parroquias 1978-1980. |

|                       |
| Parroquias 1980-1989. |

Originalmente el distrito estaba dividido en 2 parroquias Santa Rita (actual municipio Santa Rita) y Santa Cruz (actuales municipios Cabimas, Simón Bolívar, Lagunillas y Valmore Rodríguez).
En 1927 las parroquias fueron ampliadas a 3: Santa Rita, Cabimas (actuales Municipios Cabimas y Simón Bolívar) y Lagunillas (actuales municipios Lagunillas y Valmore Rodríguez).
En 1965 se crea la parroquia Valmore Rodríguez con el territorio del actual municipio del mismo nombre.
En 1978 con la creación del Distrito Lagunillas, el Distrito Bolívar se queda con las parroquias Santa Rita y Cabimas.
En 1980 se crea la Parroquia Manuel Manrique, actual municipio Simón Bolívar, quedando así la división del distrito hasta su disolución en 1989.

## Actividad económica
Originalmente la pesca era la principal actividad económica en los puertos de Santa Rita, Cabimas, Lagunilas y Tasajeras.
Con el descubrimiento de petróleo en 1916, llegaron numerosos inmigrantes del extranjero y de otros lugares del país convirtiendo los pueblos pesqueros en campos petroleros creándose, Tía Juana, Lagunillas, Bachaquero y Tamare y los campos de Cabimas, lo que también aumentó en gran número la población de unos pocos cientos a decenas de miles.
Al principio la explotación petrolera se hacía en desorden, con bosques de taladros de madera en el lago conectados por rampas, con trenes de transporte de materiales, numerosos patios de tanques (Las 40’s, La Salina, Punta Gorda, Ulé, Taparito, Tía Juana, Tasajeras, Campo Mío, Zulima, Bachaquero), siendo más grandes y más que en la actualidad. (El patio de tanques de las 40’s estaba ubicado en el actual Víveres De Cándido en Cabimas). Con muchos más pozos, estaciones de flujo, plantas y oleoductos que dieron forma y nombre a los pueblos y sectores.
Con la intervención de los bosques las llanuras fueron convertidas en terrenos de cultivo y tierras de pastoreo para ganado vacuno, con lo que la actividad agropecuaria pasó a ser importante.

## Política
El Distrito Bolívar era gobernado desde su fundación por un Prefecto y un Consejo Municipal, los cuales eran elegidos por el gobierno de turno, así durante las dictaduras eran funcionarios del gobierno o militares y durante la democracia era miembros del partido gobernante de turno o partidos aliados, así hubo prefectos de AD, COPEY, URD y el MEP, siendo el último José Bauza entre 1984 y 1989 durante el gobierno de Jaime Lusinchi por el MEP.
El Consejo Municipal estaba constituido igualmente por funcionarios representando el gobierno de turno, durante el período democrático podían ser de un partido o una alianza de partidos como los nombrados anteriormente.
Las funciones del distrito eran más limitadas que las de las alcaldías actuales e incluían:
- Catastro
- Impuestos municipales comerciales
- Emisión de timbres fiscales
- Ornato
- Registro Civil

El distrito también ejercía funciones de educación como Distrito Escolar Bolívar bajo el Ministerio de Educación, y a su vez organizaba eventos deportivos como juegos inter escuelas o inter distritos, en los estadios de Cabimas y Lagunillas.
Funciones como vialidad, servicios, vivienda quedaban bajo la potestad exclusiva del ejecutivo nacional de turno, por medio de organismos como el Ministerio de Transporte y Comunicaciones(MTC), Gas del Distrito Bolívar Compañía Anónima (GASDIBOCA), Cadafe (la compañía eléctrica), El Instituto Municipal del Aseo Urbano (IMAU), El Instituto Nacional de Obras Sanitarias (INOS), El Ministerio de la Salud, el Ministerio de Educación (ME), el Instituto Nacional de la Vivienda (INAVI).
El centralismo ocasionaba el retraso de las obras, la mala planificación (sin conocer realmente la zona con proyectos hechos en Caracas) y el abandono, para lo que el distrito era impotente.
El distrito construyó instalaciones deportivas como el Estadio Municipal Victor Davalillo, creó obras de ornato como el Boulevard Costanero de Cabimas en 1985 y la Plaza Bolívar de Cabimas (durante el gobierno de Lopéz Contreras, pasó a ser Plaza Bolívar, anteriormente en 1930 fue construida como plaza Juancho Gómez, en honor al hermano del dictador).

## Escudo

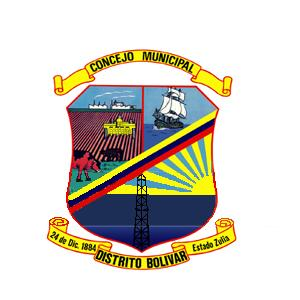
Escudo del Distrito Bolívar

El Distrito Bolívar contó con un escudo de armas, el cual constaba de 3 cuarteles 2 en la parte superior y uno en la parte inferior:
- En el cuartel superior izquierdo tenía un campo arado, unas reses, una fábrica y un alfarero en su torno.
- En el cuartel superior derecho, tenía un barco de vela.
- En el cuartel inferior tenía un lago, un sol atardeciendo y un taladro.

Sobre el escudo se leía Distrito Bolívar Consejo Municipal
Bajo el escudo una cinta decía: 24 de diciembre de 1884 Distrito Bolívar Estado Zulia
Este escudo junto a los de varios otros distritos anteriores a 1978 (no aparece el Distrito Lagunillas), puede verse en bronce en la plaza Bolívar de Santa Rita, que fue la capital del Distrito Bolívar. El escudo no pudo ser creado con el distrito porque muestra elementos modernos como la fábrica y el taladro de perforación, así que su creación debió ser muy posterior al distrito y no antes de 1922.
Notablemente parte de su simbología se conserva en las banderas y escudos de los municipios que lo sucedieron, por ejemplo el cuartel inferior tiene claramente los símbolos de la Bandera de Cabimas, mientras que otros motivos como el barco y la industria se conservan en los escudos de Santa Rita, Cabimas y Simón Bolívar

## Disolución
La reforma de la constitución de Venezuela de 1961 realizada en 1989 conocida como Reforma del Estado, tenía como objetivo reordenar el espacio geográfico creando la figura de los municipios, democratizar y descentralizar la administración pública creando gobernadores, alcaldes y concejales electos por el pueblo. Con tal motivo se realizó un estudio donde se dividieron algunos distritos y el Distrito Bolívar se dividió en Municipio Santa Rita y Municipio Cabimas, los cuales a su vez tendrían más parroquias, Santa Rita 2 y Cabimas 7, cada uno tendría un alcalde electo y concejales electos por cada parroquia.
Además las alcaldías tendrían personalidad propia y no serían solo divisiones administrativas, con el derecho a establecer sus propios símbolos, y con mayor autonomía para decretar ordenanzas.
También se buscaba la descentralización pasando los servicios a compañías privadas regionales, o locales con lo cual Cadafe pasó a ser ENELCO (Energía Eléctrica de la Costa Oriental), Gasdiboca se dividió en Cabigas y otras filiales, el Imau en Imauca (Cabimas) y otras filiales, el INOS pasó a ser Hidrolago.
Los alcaldes también tendrían un presupuesto y mayores facultades que los prefectos, con responsabilidades en seguridad, servicios, vialidad, transporte y vivienda.

## Legado
El nombre del Distrito Bolívar, así como organismos y elementos geográficos relacionados perdura en diferentes formas:
- Campo Costanero Bolívar, conformado por los actuales campos petroleros: La Rosa, Punta Benítez, Tía Juana Tierra, Lagunillas Tierra, Bachaquero Tierra, Ambrosio, La Salina, Franja del Kilómetro, Tía Juana Lago, Lagunillas Lago y Bachaquero Lago.

- Gasdiboca (Gas del Distrito Bolívar Compañía Anónima, continuó operando bajo el mismo nombre hasta el año 2005 que se convirtió en Cabigas (Cabimas Gas) y otras filiales.

- El Municipio Simón Bolívar, tomó su nombre del Distrito

- Distritos operacionales de PDVSA, anteriormente, Dtto Tía Juana, Dtto Lagunillas. Desde 2008 Dtto Lago y Dtto Tierra.